# Caso Rubem e Marlene Heger
O caso Rubem e Marlene Heger refere-se ao desaparecimento e morte do casal Rubem e Marlene Heger em Cachoerinha, no Rio Grande do Sul, em 27 de fevereiro de 2022. A filha Cláudia de Almeida Heger e o neto Andrew Heger Ribas viraram réus pelos crimes, mas Cláudia não chegou a ser julgada, pois faleceu em março de 2025. Já Andrew foi condenado a 53 anos de prisão em agosto de 2025.   
O casal foi morto por uma desavença financeira, já que Cláudia queria uma quantia em dinheiro pertencente ao pai. 
Os corpos das vítimas nunca foram encontrados, mas o criminoso revelou em delação premiada que eles foram queimados numa churrasqueira.  

## Contexto
Rubem, de 85 anos, e Marlene, 53, moravam em Cachoerinha, na Região Metropolitana de Porto Alegre. Claudia, que era formada em Direito, era enteada de Marlene e tinha um único filho, Andrew, que segundo o juiz, teria "prestado apoio moral, físico e logístico à mãe". Andrew foi diagnosticado com esquizofrenia após ser preso.  
Em 2016 Cláudia havia forjado um falso sequestro para extorquir o pai, o que havia piorado a relação familiar. O Diário Gaúcho reportou em junho de 2022 que familiares enfatizaram que pai e filha não tinham uma "relação próxima", que ela sequer "costumava visitá-lo" e que "estranharam que ela tivesse ido até a moradia naquela data" . 

## Crime
No domingo de 27 de fevereiro de 2022 imagens de câmeras gravaram a chegada dos criminosos à casa das vítimas num carro de vidros escuros pouco antes do meio dia. Logo depois eles colocaram colchões na entrada da garagem para, segundo as investigações, impedir a visualização do local. Eles deixaram a residência com o carro à tarde e fecharam o portão, apesar de não ser possível ver se as vítimas estavam no veículo.  
Semanas depois, outro neto de Rubem estranhou o sumiço do avô, que sofria de problemas pulmonares e que dificilmente ficava longe de casa devido a seus problemas de saúde, e procurou a polícia. 

### Motivação
As vítimas foram mortas para que a filha pudesse ter acesso ao dinheiro em posse do idoso, uma quantia de mais de 70 mil reais. “É fácil perceber a probabilidade de ser reconhecido o dolo dos agentes que, em razão de conflitos familiares e interesse financeiro, se deslocaram até a residência das vítimas com o intento de matá-las”, justificou o juiz na decisão, em setembro de 2023, de enviar os dois a júri popular.  

## Investigações
Após a polícia iniciar as investigações, em maio de 2022, Claudia alegou que o pai e a madrasta haviam saído voluntariamente de sua casa em Cachoerinha para ir com ela a Canoas, onde morava, e que haviam sumido enquanto ela não estava em casa. No entanto, com a apreensão dos celulares da filha e do neto, foram encontradas fotos de lugares ermos diversos. Os policiais também analisaram imagens de câmeras de vídeo e descobriram a dinâmica do que aconteceu no local do crime.  
Apesar dos corpos nunca terem aparecido, investigadores encontraram outros indícios incriminatórios, como notas fiscais que mostram que Cláudia comprou utensílios numa ferragem, como uma lona de caminhão, braçadeiras plásticas e fita crepe em 9 de fevereiro, além de braçadeiras de nylon, tinta spray e fita tape em 16 de fevereiro. Em 11 de fevereiro a ré também tinha levado o carro até uma oficina para colocação de película escura nos vidros. Sangue e DNA de Rubem também foram encontrados na casa do casal em Cachoerinha. 
Na denúncia feita pelo Ministério Público, as autoridades concluíram "que Cláudia e o filho foram de automóvel à residência do casal supostamente para realizar uma faxina. Ao estacionaram no pátio, usaram colchões para bloquear a vista para a garagem. Depois de matarem as vítimas, usaram o veículo, do qual foi retirada a forração para evitar resquícios das vítimas (fraude processual), para transporte dos corpos - que foram ocultados".

## Prisão, julgamento e pena
Cláudia, que tinha 51 anos, foi presa em 06 de maio de 2022. Ela chegou a ficar em prisão domiciliar, mas voltou a ser presa em maio de 2023, tendo falecido em 20 de março de 2025 de complicações relacionadas a doenças como diabetes, obesidade, hipertensão arterial e infecção do trato urinário. 
Ambos tinham virado réus pelos crimes de duplo homicídio qualificado (com as qualificadoras de dissimulação, motivo torpe e traição) ocultação de cadáver, maus-tratos a animal doméstico, por terem matado a cachorra das vítimas, e fraude processual. Cláudia também foi acusada de desacato e o réu por resistência à abordagem policial. 
Andrew chegou a ser considerado inimputável e ficou, até seu julgamento, no Instituto Psiquiátrico Forense de Porto Alegre. No entanto, com sua condenação pelo crime em 07 de agosto de 2025 a mais de 53 anos de prisão, ele passou a cumprir a pena num presídio. Ele "se muda do Instituto Psiquiátrico Forense para o presídio, local onde deverá habitar por muitos anos, refletindo sobre os vários crimes que praticou e as vidas que tirou", disse o promotor de Justiça após a leitura da sentença.   

### Delação
Andrew reportou em delação premiada que os corpos foram levados até Canoas, onde foram queimados na churrasqueira da casa da mãe ao longo de 36 horas e que as cinzas e os restos mortais das vítimas foram posteriormente jogados num matagal perto do Rio Gravataí.  

## Leia também
- Parricídio
- Matricídio